# Magdalena (rivier)
De Magdalena is de belangrijkste rivier van Colombia. De rivier is ongeveer 1540 kilometer lang en loopt van het zuiden naar het noorden door de westelijke helft van het land.

De rivier ontspringt in het departement Huila, ook bekend van de Indiaanse San Agustín cultuur, dat in de Andes ligt. Vandaar stroomt de rivier tussen de Cordillera Central in het westen en de Cordillera Oriental in het oosten door een lange vallei naar het noorden, om via de grote kustvlakten en de Magdalenadelta bij Barranquilla in de Caribische Zee uit te monden.

Nabij Santa Cruz de Mompox mondt, volgens een complex rivierpatroon, de Cauca, de grootste rivier na de Magdalena, uit in de Magdalena.
Het departement Magdalena is naar de rivier vernoemd.